# Ready for Freddie
Ready for Freddie – czwarty album studyjny amerykańskiego trębacza jazzowego Freddiego Hubbarda, wydany z numerem katalogowym BLP 4085 i BST 84085 w 1962 roku przez Blue Note Records.

## Powstanie
Materiał na płytę został zarejestrowany 21 sierpnia 1961 roku przez Rudy'ego Van Geldera w należącym do niego studiu (Van Gelder Studio) w Englewood Cliffs w stanie New Jersey. Produkcją płyty zajął się Alfred Lion.

## Lista utworów
Opracowano na podstawie materiału źródłowego.
Wydanie LP
Strona A
| Nr | Tytuł utworu       | Muzyka                     | Długość |
| -- | ------------------ | -------------------------- | ------- |
| 1. | „Arietis”          | Freddie Hubbard            | 6:42    |
| 2. | „Weaver of Dreams” | Jack Elliott, Victor Young | 6:36    |
| 3. | „Marie Antoinette” | Wayne Shorter              | 6:39    |
|    |                    |                            | 19:57   |

Strona B
| Nr | Tytuł utworu | Muzyka  | Długość |
| -- | ------------ | ------- | ------- |
| 1. | „Birdlike”   | Hubbard | 10:15   |
| 2. | „Crisis”     | Hubbard | 11:34   |
|    |              |         | 21:49   |

Utwory dodatkowe na reedycji (2003)
| Nr | Tytuł utworu                        | Muzyka  | Długość |
| -- | ----------------------------------- | ------- | ------- |
| 1. | „Arietis (alternate take)”          | Hubbard | 5:51    |
| 2. | „Marie Antoinette (alternate take)” | Shorter | 6:14    |
|    |                                     |         | 12:05   |

## Twórcy
Opracowano na podstawie materiału źródłowego.
Muzycy:
- Freddie Hubbard – trąbka
- Bernard McKinney — eufonium
- Wayne Shorter – saksofon tenorowy
- McCoy Tyner — fortepian
- Art Davis — kontrabas
- Elvin Jones – perkusja

Produkcja:
- Alfred Lion – produkcja muzyczna
- Rudy Van Gelder – inżynieria dźwięku
- Francis Wolff – fotografia na okładce
- Nat Hentoff – liner notes
- Michael Cuscuna – produkcja muzyczna (reedycja z 2003)